# Ferenc Mádl

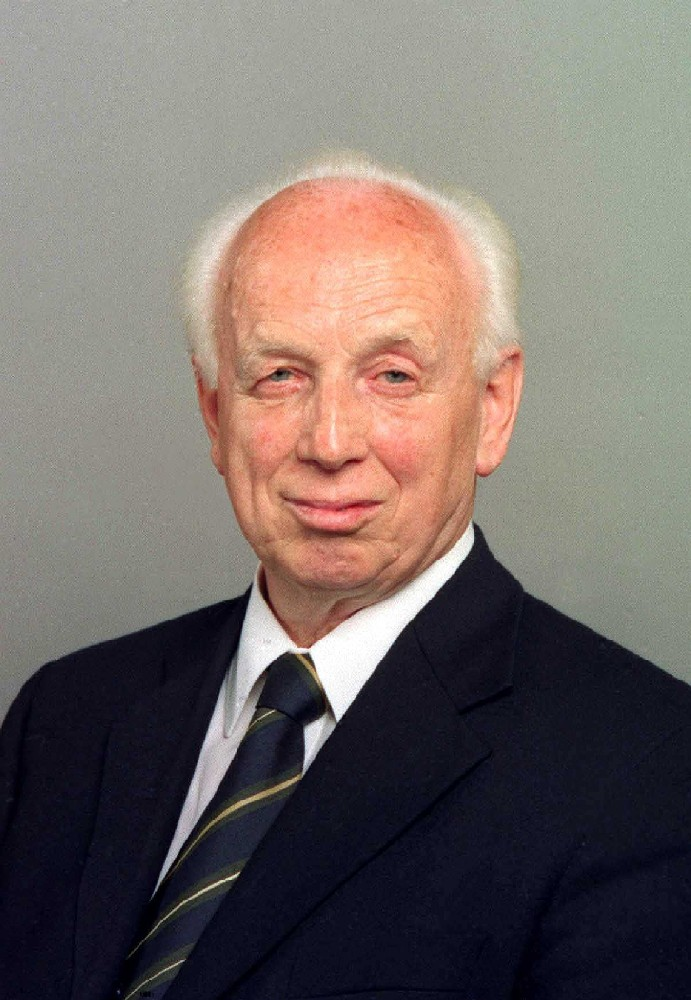
Ferenc Mádl

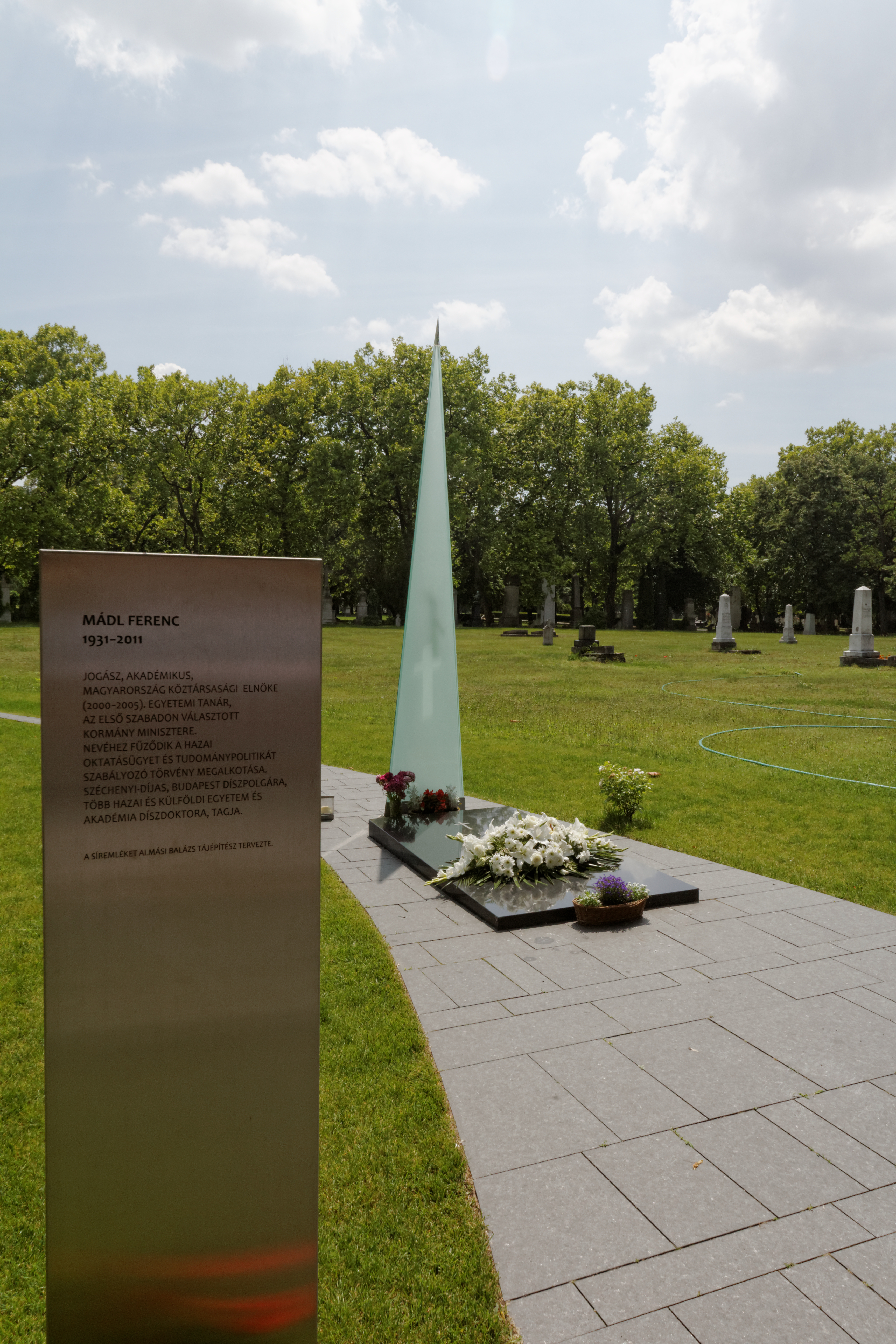
Grabmal Ferenc Mádl

Ferenc Mádl [ˈfɛrɛnʦ ˈmaːdl], deutsch: Franz Madl (* 29. Januar 1931 in Bánd; † 29. Mai 2011 in Budapest) war ein ungarischer Staatspräsident (2000–2005) und Jura-Professor.

## Karriere

### Universitätslaufbahn
Mádl, ein deutschstämmiger Ungar, studierte in Pécs, Budapest und Straßburg Jura.
Er arbeitete anfangs als Mitarbeiter der Ungarischen Akademie der Wissenschaften (MTA). Seit 1971 hatte er einen Lehrstuhl an der Loránd-Eötvös-Universität in Budapest inne (zuerst als Dozent, danach von 1973 bis 2000 als Professor). Sein Spezialgebiet ist das internationale Zivilrecht. Zwischen 1985 und 2000 war er Lehrstuhlleiter. Er war auf vielen Universitäten als Gastprofessor tätig (u. a. in München). Er war seit 1987 Mitglied der MTA. 1989 wurde er Mitglied der Europäischen Akademie für Wissenschaften und Kunst. 1992 wurde er Mitglied der Academia Europaea.

### Politische Laufbahn
Politisch wurde er erst 1990 aktiv. Der damalige Regierungschef József Antall ernannte ihn zum Minister ohne Geschäftsbereich. Seine Aufgabe war es, die Wissenschaftspolitik der Regierung zu führen. 1993 wurde er zum Minister für Kultur und Bildung ernannt (bis 1994). 1995 nominierten die damaligen Oppositionsparteien den parteilosen Rechtsprofessor zum Amt des Staatspräsidenten. Er verlor gegen das amtierende Staatsoberhaupt Árpád Göncz (den Staatspräsidenten wählt das Parlament). 2000 wurde er im dritten Wahlgang zum dritten Staatsoberhaupt Ungarns nach 1990 gewählt. Er wurde am 4. August in sein Amt eingeführt.
Mádl stand für eine zweite Amtszeit nicht zur Verfügung. Für seine Nachfolge wurden die Parlamentspräsidentin Katalin Szili und der ehemalige Präsident des Ungarischen Verfassungsgerichtes, László Sólyom nominiert. Die Präsidentenwahl im Parlament fand am 6. Juni und 7. Juni statt, László Sólyom setzte sich mit knapper Mehrheit durch. Mádl übergab sein Amt am 5. August 2005.
Seitdem lehrte er wieder an der Loránd-Eötvös-Universität in Budapest.
Er hinterließ seine Frau, ihren gemeinsamen Sohn und drei Enkelkinder.